# Barbus bergi
 Barbus bergi és una espècie de peix cipriniforme de la família dels ciprínids.

## Morfologia
Els mascles poden assolir els 12 cm de longitud total.

## Distribució geogràfica
Es troba a Sud-àfrica i a l'oest de la mar Negra (des de Bulgària fins a Turquia).
.